# Eiterberg (Rückholz)

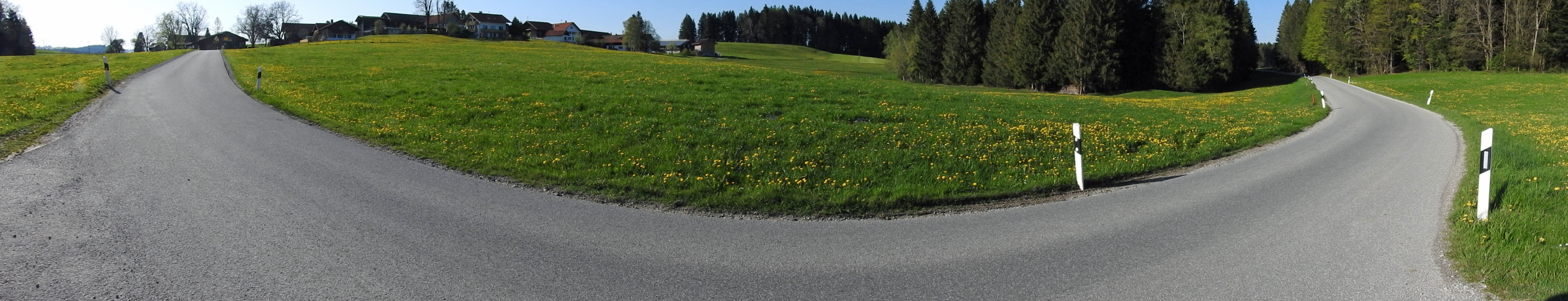
Eiterberg von Osten

Eiterberg  ist ein Ortsteil der Gemeinde Rückholz im Landkreis Ostallgäu. Das Dorf umfasst siebzehn autonome Wohngebäude, die Wohnungen und wirtschaftliche Nutzung beinhalten.

## Geographische Lage
Der Ort liegt drei Kilometer nordöstlich des Zentrums der Gemeinde Rückholz. Er liegt auf einer Höhe von etwa 850 m ü. NN.
Mit dem Auto ist Eiterberg über die Anschlussstelle Marktoberdorf-Nesselwang der Bundesautobahn 7 zu erreichen.

## Baudenkmäler
Siehe auch: Liste der Baudenkmäler in Eiterberg
- Kapelle

## Wirtschaft
In Eiterberg wird hauptsächlich die Landwirtschaft, in Form der traditionellen bis modernen Milchviehbetriebe, betrieben. 
Durch dies, sowie durch die zentrale Lage in der Allgäuer Voralpenlandschaft, wird auch der Fremdenverkehr auf den 
Höfen attraktiv gestaltet und als ergänzende Einnahmequelle verzeichnet. 